# Helen Dorn: Wer Gewalt sät
Wer Gewalt sät ist ein deutscher Fernsehfilm von Marcus O. Rosenmüller aus dem Jahr 2021. Es handelt sich um die 14. Folge der ZDF-Kriminalfilmreihe Helen Dorn mit Anna Loos in der Titelrolle.

## Handlung
Kommissarin Helen Dorn hat vom Düsseldorfer LKA nach Hamburg gewechselt und auch ihr engster Vertrauter, der Kriminaltechniker Weyer, hat sich dazu entschlossen. Während sie beide ihre neue Heimat erkunden und den Hamburger Dom besuchen, werden sie Zeugen eines dramatischen Vorfalls. Eine Sanitäterin wird von vier Jugendlichen angegriffen und so schwer verletzt, dass sie später im Krankenhaus stirbt. Ihr Kollege und Ausbilder Holger Krawitz ist schockiert und macht sich schwere Vorwürfe, nicht genug aufgepasst zu haben. Am Abend begegnet ihm einer der jungen Männer zufällig in der S-Bahn. Er will ihn zur Rede stellen, doch der ergreift an der nächsten Haltestelle die Flucht. Am nächsten Morgen wird der Michael Broeder tot aufgefunden. Sowohl Helen Dorn als auch Katharina Tempel von der Mordkommission übernehmen den Fall, unterstützt von ihrem Kollegen Timo Berger. Nachdem Dorn anhand von Überwachungsaufnahmen des Geländes und DNA-Anhaftungen an der Kleidung der Sanitäterin herausfindet, dass Michael zu der Gruppe von Jugendlichen gehört hat, die vermutlich am Angriff auf die Sanitäterin beteiligt waren, konzentriert sie ihre Ermittlungen auf diesen Personenkreis und mutmaßt einen Zusammenhang der beiden Fälle. Die drei gesuchten Mitglieder Torben, Konstantin und Nina sind schnell ermittelt und werden verhört. Die Aussagen scheinen jedoch miteinander abgesprochen zu sein und sie leugnen etwas mit dem Überfall auf die Sanitäterin zu tun zu haben.
Torben Werner wird aufgrund der DNA-Spuren in Untersuchungshaft genommen, wo er kurze Zeit später von Anwalt Roman Wolf wieder herausgeholt werden kann. Wolf ist der Vater von Konstantin, der erfahren hat, dass Torben ein Video von ihrer Tat gedreht hat und es veröffentlichen will, wenn seine „Freunde“ ihm nicht helfen, was den besorgten Vater schnell handeln lässt. 
Doch nicht nur die Polizei, auch Sanitäter Holger Krawitz folgt der Spur zu den Jugendlichen. Da er sich schuldig fühlt und bei den polizeilichen Ermittlungen keine Erfolge erkennen kann, will er der Gerechtigkeit auf die Sprünge helfen und observiert die Betroffenen. So bleibt ihm nicht verborgen, dass der tatverdächtige Torben nach kurzer Zeit wieder auf freiem Fuß ist. Er folgt ihm und bedroht ihn mit einer Waffe, damit er ihm sein Smartphone mit dem Video aushändigt. Am nächsten Tag wird Torben erschlagen aufgefunden und Helen Dorn kann nicht ausschließen, das Holger Krawitz zum Rächer geworden ist. Sie versucht ihn zu finden und will auch Nina und Konstantin warnen. Die beiden sind mit dem Auto unterwegs und werden von Krawitz gestoppt und entführt. Er will von ihnen hören, warum sie „das gemacht“ hätten. Seine Kollegin wollte nur helfen und sie sollen nun lernen, wie es ist, wenn einem niemand mehr hilft. Doch Dorn kommt rechtzeitig, um die Situation zu entschärfen. Krawitz beteuert jedoch niemanden umgebracht zu haben, was Dorn ihm auch glaubt.
Da das Video eindeutig beweist, das Konstantin für die tödlichen Tritte verantwortlich ist und Dorn sich sehr gut vorstellen kann, dass ein besorgter Vater alles tun würde, um seinen Sohn zu beschützen, hält sie Roman Wolf für den Mörder an Michael und an Torben. Die Auswertung der Verbindungsdaten des Handys von Michael Broeder zeigen, dass Roman Wolf auch der Letzte war, den der Junge vor seinem Tod angerufen hatte. Dorn vermutet, dass er sich der Polizei stellen wollte und bei Anwalt Wolf, um Hilfe gebeten hat. Damit sich sein Sohn aber nicht seine Zukunft verbaut, hat er Michael zum Schweigen gebracht. Sie nimmt Wolf fest und ist sich sicher, noch weitere Beweise gegen ihn zu finden.

## Hintergrund
Die Dreharbeiten für Wer Gewalt sät erfolgten vom 12. August bis zum 11. Oktober 2019 in Hamburg, unter anderem auf dem Gelände des Hamburger Dom.

## Rezeption

### Einschaltquote
Die Erstausstrahlung des Krimis am 6. März 2021 im ZDF erreichte 7,98 Millionen Zuschauer und einen Marktanteil von 23,9 Prozent für das ZDF.

### Kritik
Tilmann P. Gangloff meinte auf tittelbach.tv: „Die Story […] besteht inklusive der oft gehörten Dialogsätze aus zu vielen bekannten Versatzstücken: Die Jugendlichen stammen größtenteils aus gutem Elternhaus, repräsentieren die krimitypische Wohlstandsverwahrlosung und werden von ihren Darstellern entsprechend unsympathisch verkörpert. Die Väter und Mütter sind überraschend namhaft besetzt, aber viel zu tun haben die prominenten Gäste nicht. Ärgerlich ist auch der Zickenkrieg zwischen den Kommissarinnen. Immerhin ist das Finale ziemlich spannend.“
Die Redaktion von TV Spielfilm vergab die beste Wertung („Daumen nach oben“) und schrieb: „In ihrem zweiten Einsatz in der Hansestadt lässt das Dorn’sche Teamwork immer noch zu wünschen übrig, was ihre Kollegin Katharina mehrmals in unangenehme Situationen bringt. Deren problematischer privater Hintergrund sowie die gesamte Figur bleiben aber leider auch diesmal nur eine Randnotiz. Allerdings lässt der geschickt verschachtelte, wendungsreiche Fall auch kaum Raum für mehr Figurenzeichnung.“
Maximilian Haase bei Prisma.de wertete: „Barbarei und Selbstjustiz stehen im Zentrum des Krimis, der durchaus ein paar wichtige gesellschaftliche Probleme aufwirft.“ „Die Frage nach der Motivation der Täter kommt indes ein wenig zu kurz. Aber vielleicht liegt das auch daran, dass die Banalität des Bösen gerade bei den Gewalttaten gegen Helfer so offensichtlich erscheint.“
Bei Quotenmeter.de kritisierte Christian Lukas: „Wendungsreich ist das Drehbuch von Mathias Schnelting und die Kriminalhandlung ist von Regisseur Marcus O. Rosenmüller adäquat und angenehm verschachtelt umgesetzt worden. Angenehm, da die Verschachtelung nie unübersichtlich wirkt. Darüber hinaus versteht die Regie am Ende durchaus an den Spannungsschrauben zu drehen und bietet - dank der Kameraarbeit von Ralph Kaechele – sehr wohl komponierte Bilder.“ „Ganz gelungen aber ist der Film leider nicht, wenn man ihn in einem Kontext mit dem letzten Fall, Helen Dorn – Kleine Freiheit betrachtet.“ „Auch die Alleingänge der Helen Dorn, für die die Hauptfigur seit dem Start der Serie 2014 bekannt ist, werden in diesem Film kritisch hinterfragt.“